# Mali labdarúgó-szövetség
A mali labdarúgó-szövetség (franciául: Fédération Malienne de Football, rövidítve: FMF) Mali nemzeti labdarúgó-szövetsége. A szervezetet 1960-ban alapították, 1962-ben csatlakozott a Nemzetközi Labdarúgó-szövetséghez, 1963-ban pedig az Afrikai Labdarúgó-szövetséghez. A szövetség szervezi a mali labdarúgó-bajnokságot. Működteti a férfi, valamint a női labdarúgó-válogatottat.
A szövetség első főtitkára Garan Fabou Kouyaté volt, további híres vezetői Amadou Diakite és Tidiane Niambele. A szövetség történetében új fejezet nyílt meg azzal, hogy elnöksége 2005 júliusában feloszlatta magát a válogatott gyenge szereplése miatt.